# Ponsacco
Ponsacco là một đô thị ở tỉnh Pisa trong vùng Toscana thuộc Ý, có cự ly khoảng 50 km về phía tây nam của Florence và khoảng 20 km về phía đông nam của Pisa. Tại thời điểm ngày 31 tháng 12 năm 2004, đô thị này có dân số 13.353 người và diện tích là 19,9 km².
Đô thị Ponsacco có các frazioni (các đơn vị trực thuộc, chủ yếu là các làng) Le Melorie, Val di Cava, và Camugliano.
Ponsacco giáp các đô thị: Capannoli, Lari, Pontedera.

## Thành phố kết nghĩa
- Brignais - Pháp
- Nanoro - Burkina Faso
- Treuchtlingen - Đức